# Berlage (cratère)
Le cratère Berlage est un vieux cratère lunaire dans l'hémisphère sud et du côté caché de la lune. Le petit cratère Bellinsgauzen est attaché à la partie nord de son anneau, le cratère Cabannes est situé à une distance égale au diamètre de Berlage et à son nord-ouest. À l'est-nord-est du cratère, il y a le cratère Lemaître.
Cette formation est particulière du fait qu'elle possède une grande densité d'impact plus petits, ces petits cratères sont situés à l'intérieur de Berlage et sur ses anneaux, surtout sur la partie nord. Le cratère a subi beaucoup d'érosion, et caractéristiques originales ont été très altérés avec le passage du temps. Une combinaison de trois petits cratères sont situés sur le côté nord de l'anneau, jusqu'au côté est de l'anneau où le cratère Bellinsgauzen se situe. 

## Localisation
| Nord-ouest : Cabannes | Nord : Bellinsgauzen | Nord-est : Lemaître |
| Ouest : ?             | Berlage              | Est : ?             |
| Sud-ouest : ?         | Sud : ?              | Sud-est : ?         |

## Cratères satellites
Les cratères dits satellites sont de petits cratères situés à proximité du cratère principal, ils sont nommés du même nom mais accompagné d'une lettre majuscule complémentaire (même si la formation de ces cratères est indépendante de la formation du cratère principal). Par convention ces caractéristiques sont indiquées sur les cartes lunaires en plaçant la lettre sur le point le plus proche du cratère principal. Liste des cratères satellites de Berlage
, : 
| Berlage | Coordonnées     | Diamètre, km |
| ------- | --------------- | ------------ |
| R       | −64,09, −167,52 | 27           |